# Brookeville (Maryland)
Brookeville es un pueblo ubicado en el condado de Montgomery en el estado estadounidense de Maryland. En el año 2010 tenía una población de 134 habitantes y una densidad poblacional de 446,67 personas por km².

## Geografía
Brookeville se encuentra el noreste del condado de Montgomery de Maryland y cerca del río Patuxent. El pueblo se encuentra 2 millas (3.2 kilómetros) al norte del pueblo Olney.

## Demografía
Según la Oficina del Censo en 2000 los ingresos medios por hogar en la localidad eran de $88,629 y los ingresos medios por familia eran $93,444. Los hombres tenían unos ingresos medios de $80,000 frente a los $61,875 para las mujeres. La renta per cápita para la localidad era de $43,483. Alrededor del 5.5% de la población estaba por debajo del umbral de pobreza.